# T-62
El T-62 es un carro de combate soviético diseñado a finales de los años cincuenta y producido a partir de la década del sesenta. Fue el último sucesor de la venerable línea de tanques que se inició en los años cuarenta con el extraordinario T-34. Aunque su estructura general es muy conservadora y poco innovadora, se trató del primer carro de combate en incorporar un cañón de ánima lisa, el cual le permitía disparar misiles guiados a través del mismo. Su cañón de 115 mm fue en su momento el de mayor calibre y el primero en utilizar eficazmente la moderna munición APFSDS.
Fue construido desde 1961 hasta 1975, y sólo logró reemplazar parcialmente a su predecesor, el T-55, con el que comparte enormes similitudes que dificultan diferenciarlos incluso cuando están juntos. Aunque no fue tan exitoso como la serie T-54/T-55, sirvió como principal medio acorazado desde principios de los sesenta en casi 30 países, en su mayoría árabes, asiáticos, africanos e integrantes del Pacto de Varsovia. A comienzos de los setenta fue reemplazado por los T-64 y T-72.
En Rusia, la mayoría de los T-62 se encuentran actualmente almacenados en viejos depósitos del Ejército, habiendo unos pocos cientos que pertenecen a las fuerzas blindadas de reserva.

## Desarrollo
En 1952, surge en la Unión Soviética un nuevo concepto de cañones para carros de combate, que ya no tendrían estrías en su superficie interna sino que serían totalmente lisos. Fue así como comenzó el desarrollo del D-54T, de ánima lisa y 100 mm de diámetro. La oficina de diseño Kartsev montó este moderno cañón en la torreta de un T-54 (que ya usaba un cañón de 100 mm, pero de ánima rayada), prototipo que sería designado Obyekt 139 (también llamado T-54M, comúnmente confundido con el programa de modernización de los T-54 llevado a cabo a mediados de los sesenta). Estos trabajos se realizaron en la fábrica Uralvagonzavod en Nizhni Taguil, en el mes de octubre de 1954, e incorporaron un nuevo estabilizador Raduga para el cañón principal, una ametralladora pesada antiaérea de 14,5 mm instalada en el techo de la torreta, capacidad para almacenar 50 rondas para el cañón principal en el interior del vehículo, un motor V-54-6 de 523 caballos y una nueva disposición de las ruedas de apoyo de las orugas.
Un año después, en septiembre de 1955, se diseñó el Obyekt 140. Éste reemplazaba el cañón D-54T y sistema de estabilización Raduga usados en el Obyekt 139 por el mejorado y más estable D-54TS y estabilizador Molniya.
Hacia finales de los cincuenta, el proyecto siguió avanzando cuando se decidió usar como base el chasis del nuevo T-55, pero al poco tiempo los ingenieros rusos se dieron cuenta de que deberían modificarlo. Tuvieron que hacerlo más amplio ya que el nuevo prototipo estaría equipado con una torreta de Obyekt 140 modernizada, la cual incluía un extractor automático de vaina y un cañón U-8ST. De este modo, la estructura principal fue alargada y ensanchada unos centímetros más para que la torreta y su nuevo sistema de armas pudieran ubicarse mejor sobre el casco. El crecimiento de las dimensiones tuvo como consecuencia lógica un pequeño incremento en el peso, así que por razones de seguridad y para que el tanque mantuviese una buena movilidad y resistencia a los impactos en terrenos difíciles, se le instaló una nueva y mejorada suspensión.
A principios de 1960 se comenzó a estudiar la posibilidad de aumentar el calibre del arma principal, sobre todo después de que se extendiesen los rumores de que los ingleses estaban trabajando con un cañón de 105 mm. De hecho, en 1959 los británicos ya habían montado un nuevo cañón sobre su carro Centurion Mark 5. Se trataba del Royal Ordnance L7 de 105 mm, pero los rusos aún no lo sabían.
La historia del cañón del T-62 es algo curiosa y controvertida, pero según se sabe, en enero de 1961, un oficial iraní decidió desertar junto con su nuevo tanque M60 Patton (el tanque estadounidense había entrado en servicio en el Ejército Estadounidense sólo un año atrás y era totalmente desconocido para las autoridades rusas) a través de la frontera norte de su país, cerca del mar Caspio, hacia la Unión Soviética. Los rusos capturaron el tanque en perfectas condiciones y lo examinaron minuciosamente, quedando sorprendidos por lo avanzado de la tecnología occidental. El diseño del blindaje superior del M60, junto con su cañón M68 de 105 mm, hicieron enfurecer al Jefe Director de las Fuerzas Acorazadas Soviéticas, quién inmediatamente le ordenó a Kartsev que el calibre del cañón llevado en el Obyekt 165 se incrementase a 115 mm. La nueva y más larga pieza tuvo que ser montada en una torreta con anillo más grande, razón por la cual el casco también tuvo que ser alargado un poco más para que esta se ubicase mejor en el centro, un poco más retrasada que en la posición en la que se encontraba en el Obyekt 165.
El desarrollo terminaría con el modelo de producción original, que sería designado Obyekt 166, aunque luego se lo conocería oficial y popularmente como T-62. Los cambios y mejoras en torno al nuevo cañón se llevaron a cabo muy rápido; el prototipo cumplió con todos los requisitos y pasó las pruebas finales, siendo aprobado en julio de 1961, solo 6 meses después del incidente con el M60 iraní.
Durante la Invasión Húngara de 1956, los T-54 del Ejército Soviético resultaron poco efectivos para resistir los impactos de las viejas armas antitanques de los defensores revolucionarios, e incluso hubo reportes de tanques severamente dañados por cócteles molotov. Aquí hay que aclarar que las armas antitanque que utilizaron los revolucionarios, en muchos casos eran Panzerfaust alemanes que databan de la Segunda Guerra Mundial, pero que eran capaces de inutilizar un tanque Tiger. Además cualquier carro es vulnerable al fuego del cóctel molotov, no es una debilidad intrínseca de los carros rusos. Y por último los carros de combate, dentro de zonas urbanizadas se encuentran en desventaja contra combatientes a pie, ya que este tipo de terreno favorece a los últimos en detrimento del carro. Por tanto, no se puede tomar el desempeño de los T-54 en Hungría como prueba de que se encontraban pobremente blindados, ya que distaba mucho de ser el caso, estando realmente mejor blindado que su contrapartida americana: el M48 (ver publicaciones osprey military para más información). Con el fin de mejorar sus capacidades, el T-62 agregó un 15% más de protección en el mantelete del cañón y arco frontal de la torreta, y algo más del 5% en el frente del casco. Este aumento era más que nada superficial, para mostrar que el nuevo tanque estaba más defendido que la serie anterior, ya que la diferencia no era mucha y el T-62 seguiría siendo vulnerable a las mismas amenazas que podían resultar fatales para los T-54/T-55 (como cualquier otro carro occidental del mismo periodo). Igualmente, la adición de mucho más blindaje no estaba en los planes, ya que no se trataba de un carro de combate totalmente nuevo sino que su chasis y casco prácticamente eran los mismos de su predecesor. Más coraza protectora hubiera significado más peso, y esto posiblemente hubiera sobrecargado la estructura, sistemas de tracción y suspensión, además del obvio descenso de la movilidad del tanque, que ya había bajado con la inclusión del nuevo cañón; la solución a esto era el reemplazo de la planta motriz por una más potente, pero para los conservadores rusos todos estos cambios eran simplemente bastante “complicados” y “poco ortodoxos”. En síntesis, la oficina de Kartsev no quiso arriesgarse en hacer algo nuevo y se basó en el simple, probado y confiable diseño que los rusos vienen arrastrando desde los años treinta.
Hay que tener en cuenta que el T-62 surgió como una rama avanzada y repotenciada del T-55, con el fin de complementarlo y no para reemplazarlo. Los ingenieros soviéticos de la oficina Morozov (rival de Kartsev) estaban bastante avanzados en el radical proyecto de un modernísimo MBT (el fututo T-64), que vendría a sustituir completamente a los T-54/T-55. Pero éste no estaba listo; de hecho todavía existían muchos aspectos y partes que debían ser probadas, corregidas y mejoradas antes de que el flamante vehículo entrase en producción masiva, de modo que durante al menos media década más los T-55 seguirían formando la primera y principal línea de defensa acorazada de la URSS. Así pues, se suponía que el T-62 acompañaría a sus predecesores y proporcionaría una renovada potencia de fuego en el campo de batalla como respuesta inmediata al M60 norteamericano, mientras se esperaba pacientemente la tan deseada la renovación tecnológica.
La producción en masa del T-62 comenzaría un año después de haber sido aprobado, exactamente el 1 de julio de 1962, y fue mostrado públicamente por primera vez durante el desfile realizado el 1 de mayo de 1965 en la Plaza Roja de la ciudad capital de Moscú. Conservaba la simpleza en su construcción, característica que distingue a todo blindado ruso y que había sido recibida del T-55, con el que comparte gran cantidad de componentes y sistemas. Esta era una de las ventajas de incorporar un tanque similar al que se encuentra en servicio, ya que el entrenamiento de las nuevas tripulaciones era más sencillo y el cambio resultaba menos traumático para los que habían integrado las dotaciones anteriores.
Las fábricas Uralvagonzavod y Malyshev, ubicadas en Nizhni Taguil y Járkov respectivamente, reemplazaron parte de su producción de tanques T-55 a favor del nuevo T-62, como también lo hizo planta de Omsk. Esta finalizaría en 1975 luego de haberse armado más de 20.000 unidades, y en ese mismo año se iniciaría la construcción de dicho tanque en Checoslovaquia hasta 1978, habiéndose ensamblado un número mayor a 1.500 vehículos, todos ellos destinados únicamente para la exportación.

## T-62 básico

### Interior
El primer modelo en entrar en la línea de producción a gran escala fue el Obyekt 166, o simplemente T-62. La disposición de los tripulantes, compartimientos (aunque tiene uno más, para ubicar a la transmisión separada del compartimiento del motor), elementos y sistemas eran idénticos al T-55. A pesar de haber crecido exteriormente, el espacio interior era igual.

### Casco
Como ya se ha dicho anteriormente, tenía un casco muy similar al del T-55, pero era casi 20 cm más largo y casi 5 cm más ancho. El blindaje lo proporcionaban varias capas de chapas de acero rectangulares soldadas entre sí, que le otorgaban una protección de más de 100 mm en el glacis y un poco menos de 80 mm en los lados del casco, así que el peso total de tanque alcanzaba las 40 toneladas. El conductor se ubicaba en un puesto delantero propio, delante de la torreta y pegado a la oruga izquierda. La entrada al mismo se llevaba a cabo a través de una escotilla ovalada que abría hacia la izquierda, y el interior albergaba dos palancas de dirección, un rústico tablero, dos periscopios para poder ver y manejar desde adentro, y un asiento que podía regular su altura, para que su operario pudiese elevarse y sacar la cabeza por la escotilla cuando lo desease.
En el glacis van instalados dos focos de iluminación para la conducción, siendo uno de luz corriente y el otro de luz infrarroja.

### Torreta
La torreta era de acero fundido, construida de una sola pieza, y difería bastante de la usada por el T-55. En cuanto a sus dimensiones, mantiene la misma altura pero es más larga y ancha, con un anillo de 2,245 metros de diámetro. Además es más redondeada y ahuevada, y posee una forma parecida a la cúpula de una mezquita; si se la observa desde arriba se podrá notar que es un círculo perfecto, a diferencia de la del T-55 que parece más una mezcla de triángulo circular, de puntas suaves y ovaladas. En el frente de la torreta el grosor del blindaje era mayor a los 240 mm, mientras que en sus lados no llegaba a los 155 mm. Posee un proyector infrarrojo principal L-2G, redondo, bastante grande y visible, que se apoya al igual que en el T-55, arriba y la derecha de mantelete del cañón.
Dentro de la torreta se situaban los puestos del comandante (en la izquierda), artillero (en el centro, un poco hacia la izquierda) y cargador (en la derecha). Tanto el comandante como el artillero pueden hacer girar a la torreta. A pesar de ser controlada hidráulicamente (en caso de emergencia hay disponible un sistema manual), su movilidad era inferior en relación con las torretas occidentales, pero aun así adecuada para seguir blancos en movimiento a distancias normales de combate. La torre gira a unos 17° por segundo, pudiendo desplazarse 60° en 3,5 segundos y dar una vuelta entera de 360° en 21 segundos. La torreta se encontraba inoperable durante la eyección de los cartuchos vacíos realizado por el extractor de vaina automático, también cuando la escotilla del conductor estaba abierta, y hasta mientras se realizaba la operación de recarga del cañón.
En sus laterales, hay dos rieles curvados en los que se pueden cargar equipos personales de la tripulación.
El cargador y comandante poseían escotillas propias desde donde ingresar. Estas eran semicirculares y se abrían hacia atrás. Además, el comandante tenía a su disposición una cúpula, que posee rotación independiente a la de la torreta y que lleva montado un pequeño proyector OU-3GK infrarrojo. El líder del carro también poseía 5 periscopios dentro de su puesto, con la posibilidad de reemplazar uno de ellos por otro que sea infrarrojo.

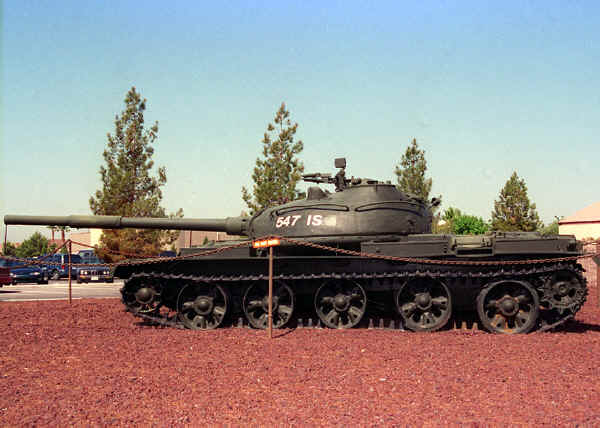
T-62A

### Movilidad
La planta motriz estaba compuesta por el diésel V-55, el mismo motor que propulsaba a su predecesor, capaz de desarrollar 581 caballos de fuerza a 2.000 revoluciones por minuto, de cuatro tiempos, 12 cilindros en V, con una cilindrada de 38,88 litros y refrigerado por agua. La transmisión era obviamente manual, de 6 marchas sincronizadas, 5 hacia delante y una reversa, logrando alcanzar una velocidad máxima de 50 km/h en carretera y 40 km/h a campo traviesa. El motor cuenta con un precalentador para el refrigerante y el lubricante, que en 20 minutos lleva la temperatura a unos 70 °C; también dispone de un dispositivo eléctrico principal de puesta en marcha y uno secundario de aire comprimido para el arranque en frío. Los compartimientos del motor y la transmisión se encuentran protegidos contra el fuego, gracias a unos sensores térmicos que están conectados a una alarma automática. Cuando la temperatura de estos compartimientos sobrepasa el nivel de seguridad estándar, son activados unos extintores que rocían toda la zona con espuma de bromuro de metilo. Este sistema puede ser accionado manualmente por el comandante y el conductor. 
El sistema de rodado lo componen 5 ruedas dobles de apoyo de gran circunferencia, muy parecidas a las que posee el T-55 pero en una configuración distinta, ya que las primeras tres se encuentran bastante juntas, y a partir de la cuarta se separan notoriamente. En ambos lados, la primera y la quinta se encuentran provistas de un amortiguador hidráulico. Las orugas no poseen rodillos de retorno (antigua herencia del T-34), o sea que la cadena va muerta, y como el motor se ubica en la zona trasera, la rueda dentada de esa posición es la que proporciona la tracción, siendo la delantera la encargada de tensar la cadena de eslabones. Ésta tiene un contacto longitudinal con el suelo de 4,15 metros y su ancho es de 58 centímetros, gozando de una presión sobre el suelo de 0,72 kg/cm2.
La capacidad de combustible interna es de 675 litros, aunque suele estar equipado con tres pequeños depósitos rectangulares de baja silueta, que van aferrados a lo largo del guardabarros lateral derecho. Al ser bastante chatos, ocupan muy poco espacio y suman 285 litros, incrementando la carga a 960 litros. Esto le confiere una autonomía de 450 km en caminos asfaltados y entre 280 y 320 km en campo traviesa (dependiendo del tipo de terreno). La cantidad de combustible puede ser aumentada aún más con la adición de los dos clásicos tanques cilíndricos externos de 200 litros cada uno, totalizando una capacidad máxima de 1360 litros, pudiendo recorrer un máximo de 650 km en carreteras pavimentadas y entre 400 y 450 km en campo traviesa.
También era capaz de llevar un depósito de aceite lubricante sobre la parte trasera del guardabarros lateral izquierdo.
Otra característica que conserva de sus predecesores es el esnórquel OPVT para vadeos profundos. Antes de instalar este tubo en el techo de la torreta, se procede a sellar todas las posibles aberturas con juntas de goma y tapas metálicas. La operación completa dura entre 15 y 30 minutos, y le permiten al T-62 atravesar cursos de agua de hasta 5,5 metros de profundidad. Mientras se encuentra sumergido el tanque es orientado por un girocompás GPK-59 y ayudado por radio a través de las indicaciones del personal que se ubica en tierra firme.

### Defensas
Algo que mantuvo exactamente igual de la serie T-54/T-55 fue la habilidad para crear humo, inyectando combustible vaporizado dentro de los caños de escape, produciendo una combustión imperfecta debido a las altas temperaturas, generando un denso humo blanco que es expulsado por el sistema de escape del motor, pudiendo realizar esta operación por un máximo de 10 minutos con una tasa de consumición de 10 litros por minuto.
El T-62 fue también el primer tanque ruso de la era soviética en poseer de fábrica un sistema completo de protección NBQ. Se trata del PAZ, el mismo y simple sistema que utilizan los modelos más avanzados del T-55, y está integrado por un detector de rayos gamma RBZ-1 que se encarga de reconocer a los agentes radioactivos que pudiese haber en el aire, y de ser así se acciona el sistema de defensa que primero sella automáticamente todas las escotillas, luego genera una sobrepresión dentro del vehículo para que cualquier amenaza sea expulsada constantemente si es que se produjese alguna abertura. Por último, un dispositivo filtra el aire puro del contaminado para que la tripulación reciba oxígeno mientras todo el tanque se encuentra totalmente cerrado.

### Armamento
El cañón de ánima lisa U-5TS de 115 mm y 55 calibres de largo, representaba la mejora más importante y notoria con respecto al T-55. Era capaz de disparar proyectiles HVAPFSDS (munición perforante de hiper velocidad, estabilizada por aletas y de casquillo desechable) a una velocidad de salida de 1.615 metros por segundo, pudiendo penetrar 300 mm de acero homogéneo dispuesto verticalmente a una distancia de 1.000 metros. A 2.000 metros podía perforar 147 mm de blindaje sin inclinación y 129 mm en un ángulo de 60°. Estos proyectiles volaban en una trayectoria muy plana, razón por la cual el U-5TS poseía dentro de los 1600 metros una precisión extraordinaria para la época, aunque sobrepasando esta distancia su eficacia y rendimiento disminuía notablemente por la repentina depresión de la trayectoria provocada por la pérdida de velocidad. Con munición HEAT (proyectil antitanque de alto explosivo) tenía la capacidad de traspasar a 1.000 metros unos 495 mm de acero vertical y 248 mm con una inclinación de 60°. El T-62 podía albergar 40 proyectiles en su interior, estando la carga comúnmente compuesta por 12 HVAPFSDS, 6 HEAT y 22 HE.
El extractor de humo no se encuentra en la boca del cañón como en el D-10, sino que se ubica cerca del centro del mismo, tirándose un poco hacia el orificio de salida, a unos 2/3 de distancia del mantelete del cañón.
La pieza solamente puede ser elevada por el artillero, es controlada hidráulicamente (en caso de emergencia hay disponible un sistema manual), y su radio de movimiento es de +16°/-6°, mejorando sobre todo la depresión en relación con los -3° del cañón D-10 de su predecesor. La tasa de fuego sostenida era de unos escasos 3 disparos por minuto, y la máxima ascendía a 5, mientras que el cañón británico L7 era capaz de realizar como máximo 10 cañonazos por minuto. Este bajo rendimiento en comparación a su oponente se debe principalmente a que el calibre del ruso es considerablemente mayor y porque el interior de la torreta es muy apretado, haciéndose más lenta la recarga por el poco espacio disponible, confinando a los tripulantes a desarrollar un pobre desempeño. Los T-62 básicos estaban equipados con un estabilizador de dos ejes Meteor que permitía efectuar disparos precisos aún en movimiento.
Durante la recarga de sus proyectiles, el cañón debe ser elevado, aunque luego vuelve a la posición del disparo anterior, eliminando la obligación de apuntar otra vez.
El U-5TS cuenta con un extractor de vaina automático, cuyo sistema es accionado por la fuerza de retroceso que se produce cuando el cañón abre fuego, eyectando el cartucho vacío hacia fuera por medio de un pequeño portillo que se encuentra en la zona posterior de la torreta. El sistema es muy simple y seguro. 

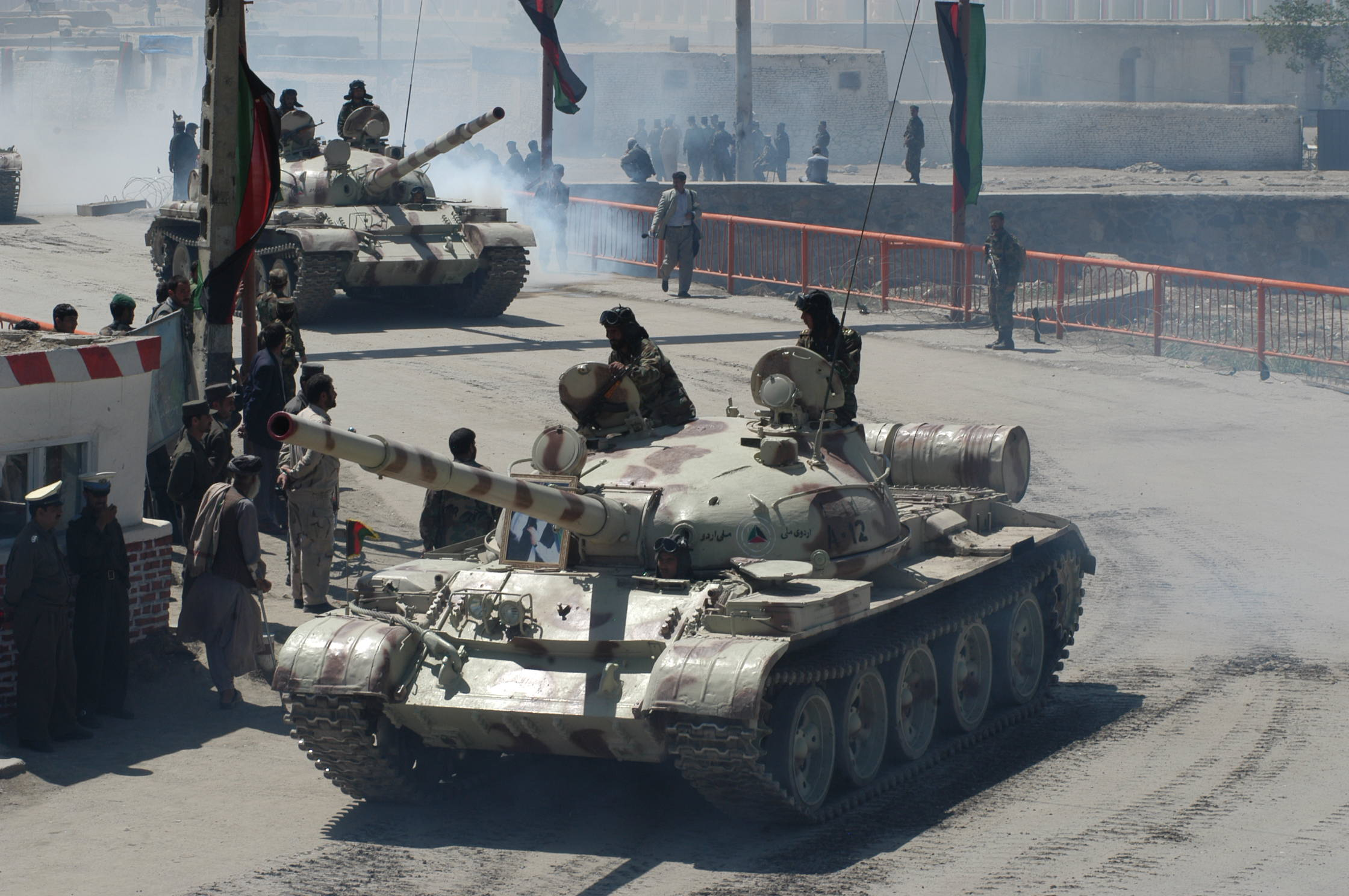
T-62 del Ejército Nacional Afgano en Kabul durante el año 2004

Entre los sistemas de puntería se encontraban un visor diurno/nocturno TKN-3, visor diurno TSh-2B-41 que poseía una magnificación de x3,5/x7 y un visor nocturno TPN1-41-11. El proceso de adquisición del blanco se inicia cuando el comandante localiza e identifica el objetivo con su visor TKN-3, por lo que luego de hacerlo se apresta a alinear la torreta con el elemento hostil teniendo en cuenta la desviación correspondiente que el TKN-3 indica. Inmediatamente calcula la distancia con un sencillo visor óptico de retícula graduada, y a continuación le informa al artillero la proximidad del objeto enemigo y la conveniente clase de proyectil que deberá utilizar. Por último, el cargador introduce la munición designada y el artillero no tiene más que ajustar la elevación de su cañón con su telescopio articulado diurno TSh-2B-41 y disparar.
Este viejo proceso es actualmente obsoleto y hasta en su momento fue también un poco atrasado, más aún en relación con los tanques de la OTAN de esa época que poseían modernos y avanzados telémetros que les ofrecían una precisión y efectividad en largas distancias mucho mayor. La falta de mejores sistemas de telemetria en el tanque era solventada por el recto recorrido que poseían sus innovadores proyectiles de altísima velocidad que posibilitaban una asombrosa puntería en distancias medias. También es de destacar que muchos comandantes contaban con dispositivos de telemetria estereoscopica entre su equipo reglamentario.
El armamento secundario estaba integrado únicamente por una ametralladora media PKT de 7,62 x 54 mm, coaxial al cañón principal, la cual tenía a su disposición 2.500 rondas en total. Ésta es accionada por gas, posee una tasa de fuego de 650 disparos por minutos, un alcance efectivo de 1.000 metros y sus cartuchos tenían una velocidad de salida inicial de 825 m/s.

## Modelos posteriores

### Prototipos
- Durante 1962, se produjo un prototipo que en un principio sería designado (no oficialmente) T-62A, que estaba armado con un cañón D-54TS de 100 mm y equipado con un estabilizador de dos ejes Kometa. Muy pocos tanques de este modelo fueron construidos ya que el cañón de 115 mm superaba en todos los aspectos al de 100 mm, por lo tanto el número de carros que entraron en servicio fue irrelevante.
- Otro prototipo que ni siquiera entró en servicio fue el Obyekt 167, que estaba provisto de un lanzador de misiles Maliutka en la parte posterior de la torreta. Hasta surgió una idea más avanzada de este tanque, el Obyekt 167T, al cual se lo equiparía con un motor de turbina de gas GTD-3T. Los montajes Maliutka no eran nada prácticos, exponiendo inútilmente al operador del misil, y la turbina de gas gastaba mucho más combustible que el tradicional diésel, de modo que este blindado no pasó más allá de la fase de pruebas.
- Sin embargo, uno de los modelos más extraños fue el T-67, un experimento que no terminó funcionando bien, ya que en el mismo casco y torreta del T-62 se instaló un cañón 2A46 de ánima lisa y 125 mm como el del T-72, además el mismo tren de rodadura de este tanque de nueva generación.

### T-62K, versión de mando
En el año 1964 surge la primera versión de mando, llamada T-62K (Obyekt 166K). Se solía utilizar uno de estos vehículos por cada compañía o batallón, alojando al comandante de la unidad correspondiente. Se encuentra equipado con una radio adicional R-112 o R-130 y un generador AB-1 con una antena de 4 metros de altura instalada en el techo de la torreta. Estos equipos de comunicación reducen un poco la carga de munición, totalizando 36 proyectiles de 115 mm para el U-5TS y 1.750 cartuchos de 7,62 mm para la PKT. Una versión mejorada de la anterior, el T-62KN (Obyekt 166KN), incluyó el sistema auxiliar de navegación terrestre TNA-2.

### Primeras mejoras
- El primer modelo del T-62 que le siguió al básico de producción original fue el Obr.1967g (modelo 1967), y su único cambio era la cubierta del motor, que había sido ligeramente modificada.
- En 1972 las mejoras continúan con la ampliación del armamento en el designado Obr.1972, que también es conocido como T-62A, instalándose la vieja e imprecisa ametralladora pesada antiaérea DShK 1938/46 enfrente de la escotilla del cargador. Aunque anticuada, la DShK era simple y poderosa; utilizaba el cartucho 12,7 x 108 mm, era accionada por gas, poseía una tasa de fuego de 600 disparos por minuto y sus proyectiles tenían una velocidad de salida de 850 m/s, el alcance en recto contra blancos terrestres era de 1.500 metros y oblicuo contra blancos aéreos llegaba a los 1.000 metros. La carga total de municiones era de 500, llevando aferrado en su costado izquierdo un cargador metálico con capacidad para 50 balas. Para poder dispararla, el cargador debía abandonar su puesto y obligaciones de recarga del cañón, además de exponerse peligrosamente al fuego de la infantería.
- A mediados de los setenta aparece el Obr.1975, que venía equipado con un telémetro láser KTD-1 el cual se montaba por encima del mantelete del cañón.

### T-62M
La más extensa modernización se llevó a cabo en 1983 con la aparición del modelo T-62M (Obyekt 166M), cuyas mejoras se centraron en la protección, la movilidad y el control de fuego. Fueron instaladas dos placas de blindaje semicircular BDD en torno al arco frontal de la torreta y una placa chata BDD sobre el glacis. Una placa de blindaje BDD es básicamente una caja de acero rellena con espuma de poliuretano, permitiéndole al T-62M gozar de una protección teórica de 370 mm contra municiones de energía cinética y 490 mm contra proyectiles de energía química. Las otras medidas de protección eran reforzar el suelo del casco para incrementar la resistencia a las minas antitanque y soldar faldones para las orugas de 10 mm de acero en los laterales del chasis. Todo esto repercutió en el peso y tamaño del T-62M; el primero superó las 45 toneladas, de modo que la presión sobre el suelo pasó a ser de 0,83 kg/cm2, y además el casco se ensanchó más de 20 cm en total.
En lo que a movilidad respecta, se cambió el motor V-55 por el más potente V-55U de 621 caballos, las antiguas orugas fueron reemplazadas por unas RhKM (las mismas utilizadas en el T-72), y se agregaron dos amortiguadores adicionales de cada lado para las primeras ruedas de apoyo. Debido al incremento del peso, el T-62M llegaba hasta los 45 km/h en carretera, ya que la relación potencia peso había bajado a 13,6 hp/ton.
La capacidad de munición de 115 mm fue reducida a 35 proyectiles para dar cabida a 5 misiles y el sistema de control de fuego Volna fue mejorado con la adición de un telémetro láser KTD-2, visor TShSM-41U para el artillero, sistema de estabilización Meteor-M1 (que incrementaba las posibilidades de acertar en el blanco mientras el tanque ruso se desplazaba a una velocidad considerable y sobre terreno irregular), y computadora balística BV-62. Todas estas mejoras en los dispositivos de puntería le daban al T-62M una renovada efectividad, aunque éstas habían llegado demasiado tarde, cuando el blindado se encontraba ya en un segundo plano.

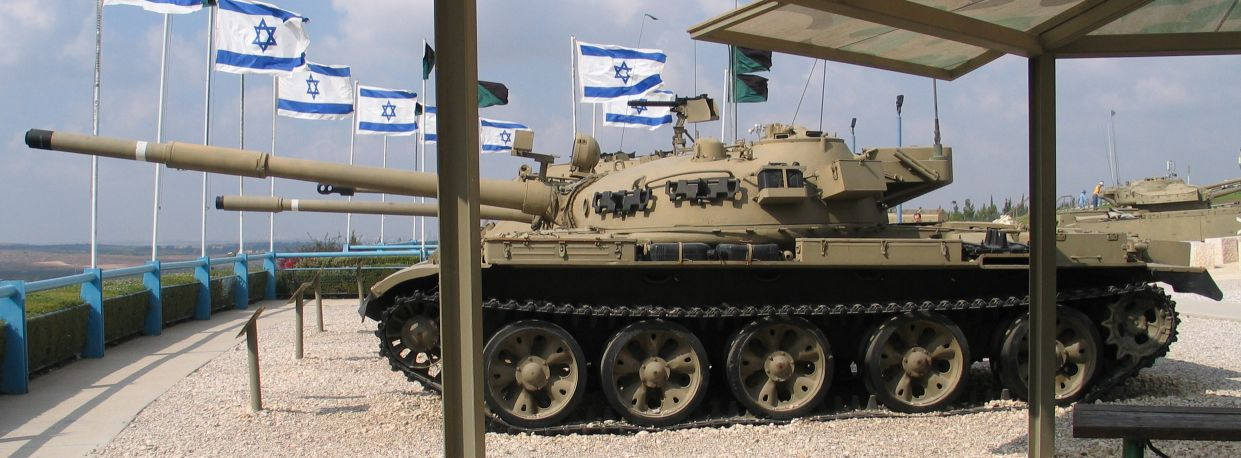
T-62 israelí, mejor conocido como Tiran-6, modificado y mejorado con instrumentos occidentales

Además, se sumó la importantísima capacidad de disparar el sistema de misiles antitanque guiados por láser 9K118 Sheksna de 115 mm (designación OTAN AT-12 Swinger) a través del cañón. El guiado de los misiles era llevado a cabo por el visor nocturno 1K13-BOM, que justamente podía realizar las operaciones de guía del Sheksna y proporcionar visión nocturna para el artillero, pero sin poder ser usado simultáneamente para los dos propósitos. Los primeros modelos del Sheksna penetraban 600 mm de acero homogéneo a 4.000 (al igual que el Bastion del T-55, cuyo sistema es casi idéntico salvo por el calibre del misil) pero las versiones más avanzadas que utilizaban cabezas HEAT como el 9M117M1 Arkan llegaban a perforar en promedio unos 850 mm a una distancia de entre 100 y 6.000 metros. 5 de estos misiles son llevados en el interior del carro y tienen una probabilidad de impacto del 80% en un tanque de tamaño promedio; resultan excelentes para abatir blindados a largas distancias y hasta le permiten al T-62 defenderse de helicópteros que vuelan a baja altura.
Los estadounidenses vieron por primera vez el T-62M a finales de la Guerra Soviética en Afganistán, y lo designaron T-62E.

### T-62D
También en el año 1983, salió a la luz un nuevo modelo basado en el T-62 Obr.1975, equipado con armadura BDD en el frente del casco, motor V-55U y el innovador sistema de defensa activo KAZ 1030M Drozd; se trataba del T-62D. Este sistema posee un radar de onda milimétrica que se encarga de detectar al misil que se dirija hacia el tanque y luego intercambia los datos con una computadora. Ésta deduce el ángulo de aproximación y la velocidad del objeto hostil en menos de un segundo y da la orden de disparar unos pequeños cohetes que se encuentran montados a los lados de la torreta. Los cohetes estallan en el aire y son sus fragmentos los que se encargan de destruir la amenaza enemiga. Aunque poseía también muchos defectos (era peligroso para la infantería que estaba cerca del tanque, tenía ángulos muertos y encima el radar no calculaba bien la elevación del objeto enemigo), el Drozd era lo único con que se contaba en esa época en lo que a medidas de defensa activas respecta y su costo era mucho menor que la simple solución de aplicar más cantidad y calidad de blindaje.
Poco tiempo después se lo equipó con un motor V-46-5M de 691 caballos, conociéndose desde ese entonces como T-62D-1.

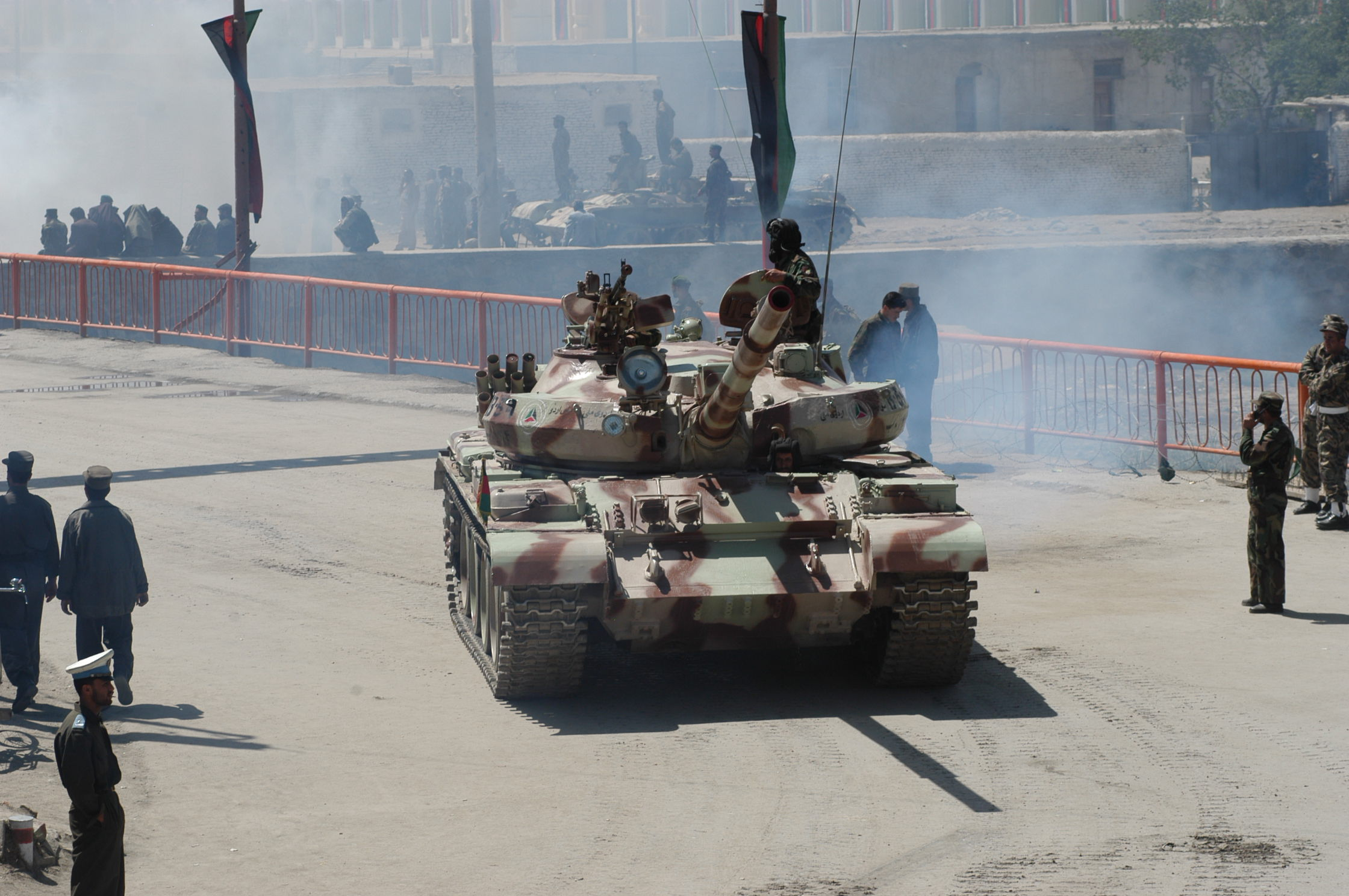
T-62M del Ejército Nacional Afgano en Kabul durante el año 2004.

### Modelos derivados del T-62M
Del T-62M surgen en un principio dos modelos:
- El repotenciado T-62M-1, que era exactamente igual al modelo M pero estaba impulsado por un motor V-46-5M;
- El T-62M1, que difería del M ya que traía mayor blindaje frontal en el casco, visión nocturna básica del T-62 original, y la capacidad para disparar los misiles Sheksna desde el cañón cuando estaba ausente.
  - A partir del M1 se desarrollan el T-62M1-1 propulsado por el V-46-5M;
  - Y el T-62M1-2 que carecía de blindaje BDD y refuerzos en el suelo del casco.
    - Este último es redesignado T-62M1-2-1 luego de instalarle el V-46-5M.
- Otras versiones que parten del modelo M son el T-62MD, provisto del sistema de protección activo Drozd;
- Y la versión de comando T-62MK, que no podía hacer uso del sistema de misiles Sheksna pero tenía una radio adicional R-112, generador AB-1 y sistema auxiliar de navegación terrestre TNA-2, a costa de una menor carga de munición de 115 mm y 7,62 mm.
  - El T-62MK fue mejorado con el motor V-46-5M y pasó a llamarse T-62MK-1.
- En 1985 aparece el T-62MV, que reemplazaba la armadura BDD por el blindaje reactivo Kontakt-1 y Kontakt-5, otorgando una protección máxima de aproximadamente 950 mm contra munición HEAT y de más de 500 mm contra proyectiles de energía cinética.
  - La planta motriz del mismo fue mejorada con la inclusión del V-46-5M, modelo al que se lo designó T-62MV-1.
  - Del MV nace otra versión más económica, el T-62M1V, que no traía incorporado el sistema antitanque Sheksna. Este también recibió una mejora en la movilidad por la adición del V-46-5M, convirtiéndose en el T-62M1V-1.

### T-62M (obr. 2021)
Modelo modernizado equipado con un sistema óptico-electrónico giroestabilizado multiespectral, un mástil electromecánico y una nueva mira 1PN-96MT-02. Las pantallas anti-acumulativas de celosía y ERA "Kontakt-1" están instaladas en los lados del tanque. Debido al mayor peso el T-62 M lo equiparon con un motor diésel V-46-5 con una capacidad de 780 caballos de fuerza. [60]Durante la guerra de Ucrania en 2022 se envió a modernizar 800 tanques en la planta de reparación blindada 103 de Uralvagonzavod.

## Historial de combate

### Guerra de Yom Kipur
Durante la guerra de Yom Kipur de 1973, el T-62 con su cañón 115 mm aparecía como el adversario más temido para las fuerzas blindadas israelíes, cuyo mejor material estaba compuesto por M60A1, Centurion Mk 5 y M48A2 todos armados con cañones de 105 mm. Además contaban con pocos T-54 y T-55, que fueron capturados a los sirios y egipcios en la Guerra de los Seis Días en 1967. Complementaban sus fuerzas Shermans repotenciados armados con cañones de 105 mm.
En esta nueva guerra, los T-62 árabes poseían superioridad numérica y estratégica, además de mejores capacidades de combate nocturno gracias a sus dispositivos de visión para dicho rol. Mientras tanto, el parque blindado del Ejército de Israel estaba mejor preparado ya que sus tripulaciones eran mucho más profesionales y poseían un entrenamiento riguroso en comparación con los que Egipto y Siria. En el comienzo de la invasión, los tanques del Tzahal sufrieron numerosas bajas, debido principalmente al cañón de 115 mm que podía perforar cualquiera de los blindajes que protegían a los carros enemigos a distancias medias. Un claro ejemplo de esto fueron los combates que se desarrollaron en los Altos del Golán, donde a corta distancia los T-62 consiguieron destruir un enorme porcentaje de blindados israelíes en las primeras horas de la guerra. A costa de terribles pérdidas, la firme resistencia de los defensores logró frenar el avance sirio en esta zona, permitió la llegada de refuerzos a tiempo, y con la batalla estancada los tanques árabes se convirtieron en presa fácil para la artillería e infantería. Muchas tripulaciones se rindieron o desertaron, razón por la cual Israel capturó muchos T-62 abandonados y pasó a la ofensiva en este frente.
Por su parte, los egipcios lograron pequeños triunfos luego de haber cruzado el canal de Suez, contra los muy inferiores acorazados israelíes M-51 Super Sherman. Luego de dos días, los invasores islámicos se dedicaron a reagruparse y establecer sus posiciones en el campo, dándole un valioso tiempo al enemigo para recuperarse. El Tzahal envió entonces a sus M60 y Centurion, los cuales tomaron posiciones defensivas bien cubiertas, semienterrados en la arena, aprovechando al máximo la movilidad de sus torretas y el alcance y precisión de sus armas. Los israelíes eliminaron a los tanques egipcios a largas distancias, deteniéndolos completamente y luego rodeándolos, volcando a su favor el rumbo de la guerra. A pesar de su contundente victoria, Israel terminó perdiendo unos 800 carros de combate y se estima que los países árabes sufrieron más de 1.300 bajas en su parque acorazado, entre destruidos y capturados por su oponente.

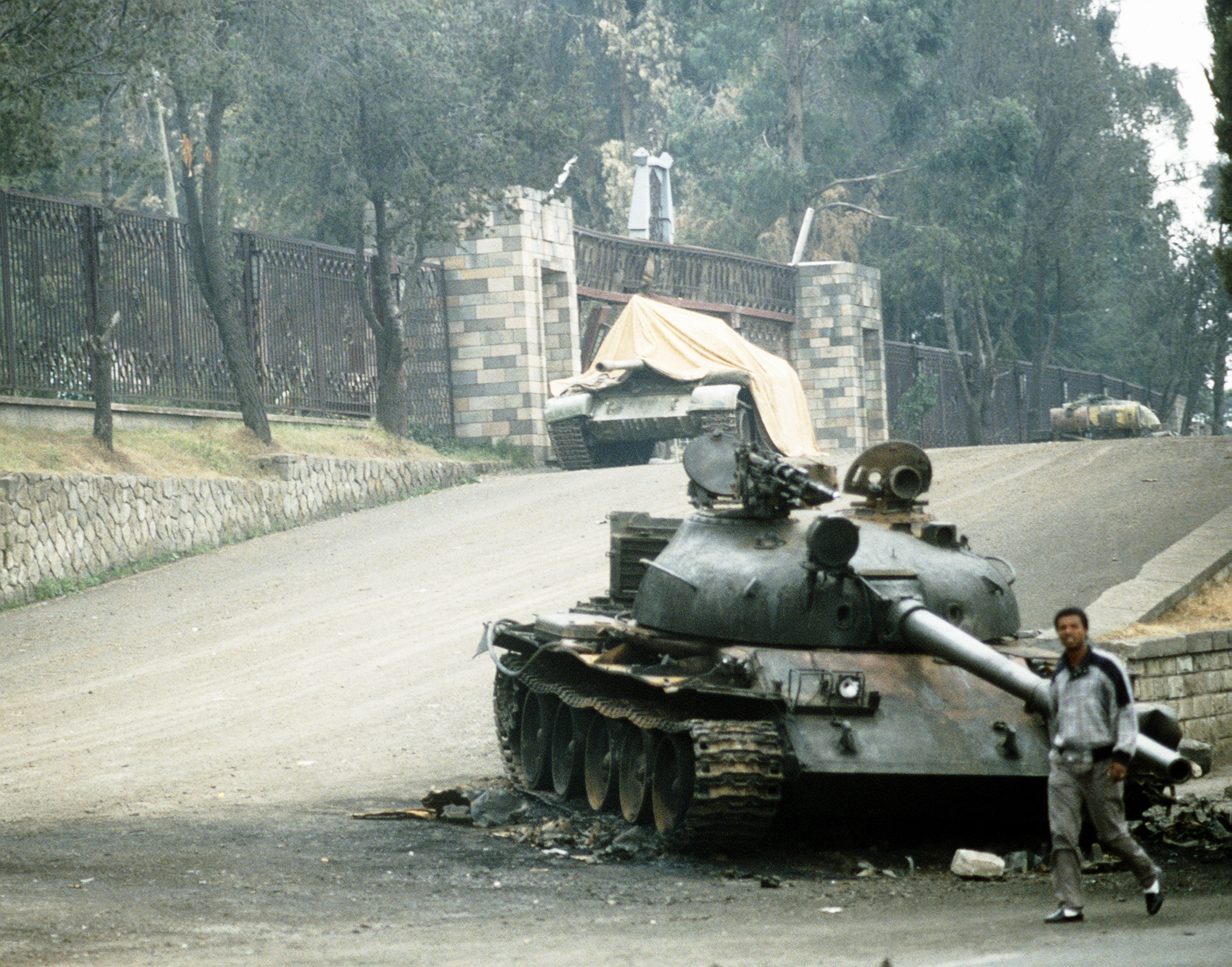
T-62 etíope destruido en Addis Abeba en 1991, durante la Guerra Civil Etíope

### Conflicto Libia-Chad
En el transcurso de la Guerra entre Libia y Chad, las fuerzas acorazadas de la Legión Islámica de Muammar al-Gaddafi que estaban equipadas con unos pocos T-62 fueron rotundamente vencidas por el Ejército de Chad. Éste le causó graves inconvenientes al invasor mediante ataques rápidos con camionetas Toyota, a las que les habían adaptado armamento antimaterial. Estos vehículos eran simplemente camionetas que mantenían sus colores civiles, pero se encontraban fuertemente armadas con misiles anticarro guiados MILAN y cañones sin retroceso como parte del armamento del vehículo de reconocimiento, que en ambos casos eran instalados sobre una plataforma (podía ser un simple poste de acero o hasta un trípode soldado) en la parte trasera de la camioneta. La ineptitud y el mal empleo de los medios blindados libios hicieron que éstos sufrieran pérdidas relativamente altas considerando el enemigo al que se estaban enfrentando, razón por la que se retiraron dejando atrás a sus incendiados y quemados T-62, que luego fueron recuperados para el ejército del Chad con asesoría de origen desconocido.

### Guerra en Afganistán
El T-62 fue utilizado como carro de combate principal por los soviéticos durante la Guerra de Afganistán de 1979-1989. El tanque ruso tuvo que padecer el terreno montañoso, en donde se acentuaba aún más la poca depresión del cañón, haciendo prácticamente inútil el uso del mismo desde posiciones elevadas contra objetivos que se encuentren por debajo de su nivel.

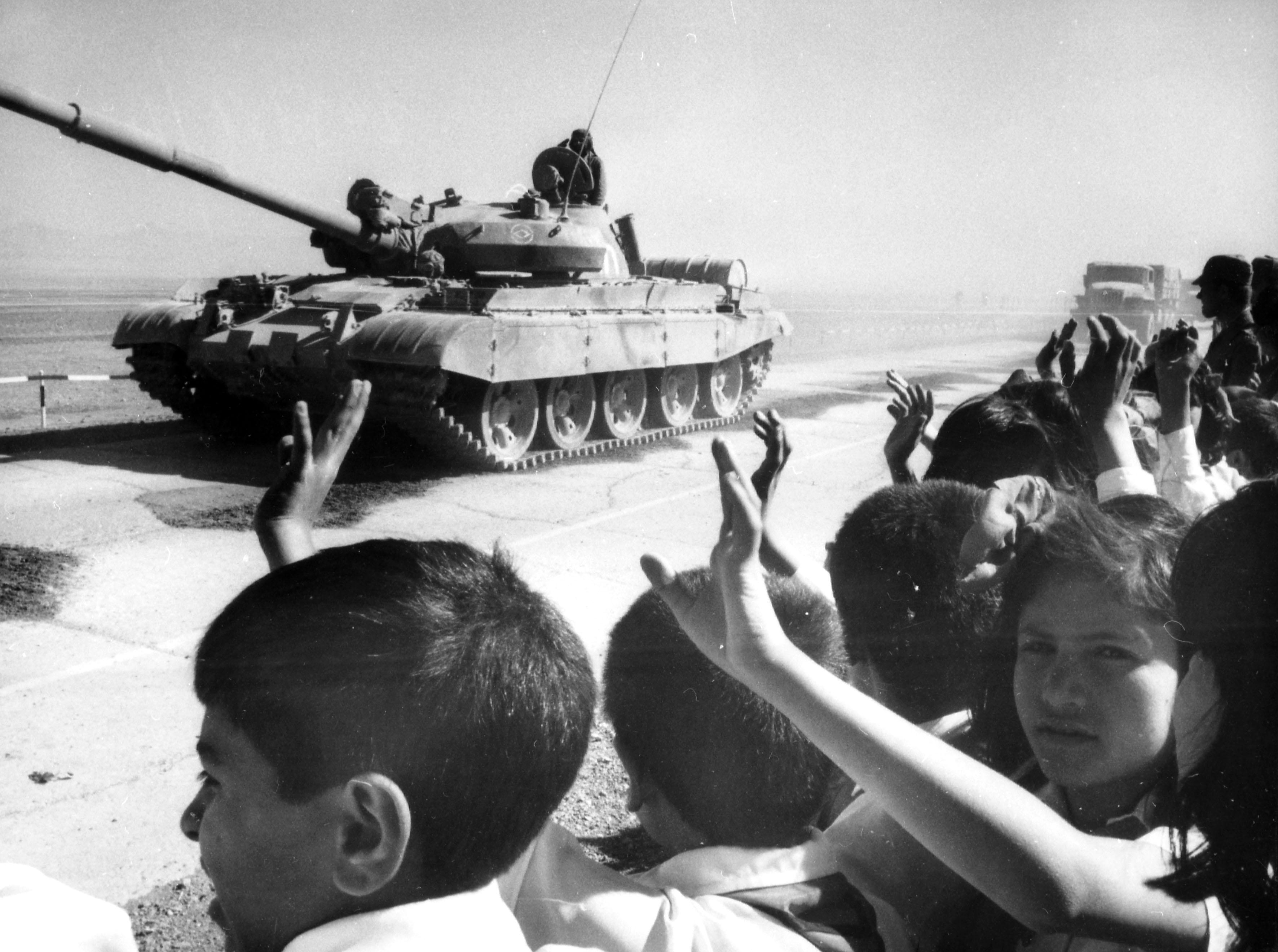
T-62M soviético del Regimiento de Tanques "Berlín" abandonando Afganistán

Las tácticas guerrilleras de los muyahidines fueron también un gran dolor de cabeza para los soviéticos, ya que atacaban sorpresivamente e inmediatamente se escondían en cuevas y redes de túneles, imposibilitando efectuar una respuesta eficaz. El poco conocimiento del territorio al cual se estaban adentrando les facilitó a los nativos el poder maniobrar tranquilamente y lanzar sus ofensivas desde las montañas más altas, a donde los vehículos del enemigo no podían llegar. Uno de los métodos más usados por los locales era tender emboscadas a pequeños grupos de tanques en angostos pasos montañosos en dónde éstos no podrían maniobrar; fue así como muchos T-62 fueron aislados de sus formaciones para luego ser capturados por los combatientes muyahidines, que con muchos soldados rodeaban peligrosamente al vehículo e intimidaban a los tripulantes del mismo a rendirse.
Hacia fines del conflicto, empezaron a llegar al frente de batalla afgano los nuevos T-62M, trayendo consigo la armadura adicional BDD en forma de herradura, que había sido diseñada especialmente para frustrar los efectos que producen los proyectiles de carga hueca, como el RPG-7 que era ampliamente usado por los grupos guerrilleros de la zona.

### Guerra civil angoleña
Tanques T-62 y T-55 fueron desplegados por Cuba en el marco de la intervención militar en apoyo al MPLA y a su brazo armado FAPLA llegando a entrar en combate directo contra las tropas y blindados del ejército sudafricano en apoyo a sus aliados angoleños del UNITA. En dicha contienda los T-62 cubanos constituían los blindados más potentes del conflicto, ya que los Olifant sudafricanos eran superiores a los T-55 en poder de fuego pero inferiores a los T-62. El blindado soviético poseía mejor blindaje y era más liviana, así tenía menos restricciones de movilidad en la precaria infraestructura angoleña. En la Batalla de Cuito Cuanavale varios blindados sudafricanos fueron puestos fuera de combate por los blindados cubanos, pero dado que las FADS tenían la posibilidad de retirar a sus tanques del campo de batalla para ser reparados o reutilizados como repuestos, el número exacto no es preciso.

### Guerras de Chechenia
En los combates de Chechenia tanto los T-62 básicos como los T-62M fueron operados por los rusos en contra de los insurgentes, pero nuevamente el uso de estos blindados no fue el óptimo ya que las escaramuzas tuvieron lugar en regiones urbanas, en donde los tanques eran blancos fáciles a corta distancia para las granadas propulsadas por cohete.

### Invasión rusa de Ucrania de 2022
A fines de mayo de 2022, Ucrania informó que las fuerzas rusas estaban usando tanques T-62 en el área de Melitópol. La inteligencia ucraniana declaró que Rusia ha retirado los tanques T-62 del almacenamiento en Siberia. A fines de mayo, se informó que T-62M y T-62MV estaban en trenes que llegaban a Ucrania. Se informó que se enviaron otros T-62 hacia Nicolaiev y Krivói Rog el 5 de junio. A principios de junio, T-62 con blindaje de listones improvisado en la parte superior de la torreta, conocido coloquialmente como "jaulas de capa" para algunos y también instalado en tanques rusos más modernos T-72 y T-80, fueron visto en Óblast de Jersón. A fines de junio, el Jefe de Osetia del Norte-Alania Sergey Menyaylo declaró que los voluntarios osetios en el Batallón Alania habían recibido una unidad de tanques compuesta por tanques T-62. Según el sitio web ruso Voennoe Obozrenie, los tanques estaban destinados a apoyar a las unidades de infantería y no se esperaba que atacaran a los tanques ucranianos.
El 7 de julio, Ucrania informó haber destruido un T-62M con el uso de un dron comercial y una bomba. En el video no verificado, se dejó abierta una escotilla en el T-62M y un dron ucraniano luego arrojó una bomba a través de la escotilla abierta. La bomba utilizada fue una granada de mano RGD-5 modificada, sin embargo, el tanque parecía estar intacto. El tanque puede haber sido abandonado debido a problemas de mantenimiento.
En Jersón, las fuerzas rusas utilizaron tanques T-62 para brindar apoyo de artillería. En octubre, la prensa búlgara informó que el ejército ruso estaba en proceso de reactivar y modernizar hasta 1000 T-62 para reemplazar las pérdidas de tanques sufridas en Ucrania.
A fecha 2 de julio de 2024, según fuentes OSINT, entre destruidos, abandonados y capturados se han perdido ya más de 100 T-62 entre todas sus variantes.
Entre febrero de 2022 y diciembre de 2024 se estima una pérdida de 335 tanques de este modelo.

## Derivados rusos

### IT-1 (Obyekt 150 – Istrebitel Tankov)
El IT-1 es un cazacarros basado en el chasis y casco del T-62, provisto de una nueva torreta más aplastada, montando el estabilizado sistema guiado de misiles anticarro 2K8 en lugar del cañón. Desarrollado entre 1957 y 1962, el IT-1 fue el único tanque misilístico que durante ese período entró en servicio en cantidades considerables, pudiendo lanzar de forma semiautomática desde su plataforma, que consiste en una cohetera con un brazo adherido al techo de la torreta, a los misiles guiados por radio 3M7 Drakon. 15 de estos misiles son llevados a bordo (12 en el cargador automático y 3 de reserva), los cuales poseen un alcance de entre 300 y 3.300 metros. El armamento secundario está compuesto por una PKT con 2.000 cartuchos, y la torreta se equipa con los dispositivos de visión T2-PD y UPN-S.
Alrededor de 60 IT-1 fueron construidos entre 1968 y 1970 por varias compañías, incluyendo la fábrica de Uralvagonzavod en 1970. Sólo dos batallones operaron estos vehículos, estando uno integrado por personal de artillería y otro por tanquistas.

### IT-1T
Vehículo blindado de recuperación, basado en los IT-1 que fueron retirados, parcialmente convertidos en blindados de recuperación.

## Usuarios

### Actuales
- Afganistán - 170
- Argelia - 400 en 1963 actualmente 330
- Angola - 150
- Cuba - 300
- Egipto - 600
- Etiopía - 100
- Georgia - 101
- Irán - 75 desde el año 2000 (100 en 1990 y 150 en 1995)

- Kazajistán - 75 desde el año 2000 (100 en 1990 y 150 en 1995)
- Libia - 900
- Mongolia - 250
- Corea del Norte - 800
- República Árabe Saharaui Democrática - 30
- Rusia - 689 en reserva y 3.000 en depósitos
- Siria - 872
- Ucrania - 85
- Uzbekistán - 170
- Vietnam - 200
- Yemen - 30

### Antiguos
- Bulgaria - 200
- Checoslovaquia - Más de 1.500 producidos entre 1975 y 1978, pero solo para exportación
- Estados Unidos - Utilizado en pequeños números para el entrenamiento de OpFor; les fue reemplazado el motor original por un diésel Caterpillar y se los proveyó de radios y antenas estadounidenses
- Irak - 1.500 en el año 1990, 500 en 2002 y 19 en 2003
- Israel - 120 Tirán (menos de 70 operativos (entre las variantes Tirán 1 y 2), todos dados de baja.
- Unión Soviética - 20.000 producidos durante 1961 y 1975, pasando a manos de los estados sucesores